# Агенор (роман)
«Агенор» (угор. Agenor) — молодіжний науково-фантастичний роман угорського письменника Ноградя Гергеля, вперше надрукований 2011 року.

## Сюжет
У 2011 році одна з південноамериканських країн та Японія провели експерименти з морської біології на острові в Тихому океані під керівництвом польського професора Пекермана. Основна мета експериментів полягала в тому, щоб кити підняли на поверхню цінні уламки кораблів, що лежали в морських глибинах. Спочатку дослідники намагалися імплантувати чіпи, але коли 20 китів загинули, вирішили застосували інший метод. Клітини людського мозку імплантували морським ссавцям. Першим двом китам імплантували клітини мозку старих людей, але китоподібні відмовилися від боротьби, коли на них напали. Тому вчені планували імплантувати клітини мозку молодої людини в сірого кита Агенора.
Вісімнадцятирічна Доротея Акоста і 21-річний Віктор Медісон (син колишнього американського посла) випадково побачили один одного на прийомі і закохали один одного з першого погляду. Доротея навчалася в Токійському медичному університеті. Її батько, полковник Алехандро Ернесто Акоста, перебував у Японії на посаді консула південноамериканської країни. Полковник – оскільки для них Сполучені Штати Америки були ворогом – не дуже схвально дивився на стосунки між його дочкою та американським красенем-фотографом. Незважаючи на те, що Віктор завдяки своєму батькові мав можливість жити в комфортних фінансових умовах, все одно працював фотографом, а також став переможцем декількох фотоконкурсів. Він потайки підтримував екологічний рух свого друга Джоша. Медісон зробив сміливий крок, потрапив до лабораторії в Сікоку, потім в кімнату професора Пекермана і дізнався секрет невдалих експериментів з китами. Долі обох молодих закоханих фатально поєдналися, і зрештою історії обох опинилися в небезпеці.

## Головні герої
- Агенор[1]
- Віктор Медісон, американський фотограф
- Доротея Акоста, студентка медичного факультету
- Полковник Алехандро Ернесто Акоста
- Пекерман, польський професор
- Крістобаль Ортега, посол
- Команданте, диктатор
- Сава, молодий японський вчений

## Неточності в романі
У романі багато природничо-наукових неточностей. Наприклад, звук сірого кита автор передає словами «оглушливий вереск», «жахливий крик», хоча насправді це звук сірих китів низький, уривчастий, відносно не дуже сильний, клацаючий звук. Анотація до роману звучить так: «Проплисти навколо світу за два тижні». Нормальну швидкість плавання сірого кита становить 3-10 км/год, а в разі небезпеки за короткий термін досягає 16-17 км/год. Таким чином, за два тижні сірий кит зміг би подолати максимум 5700 км. Навпаки, окружність Землі на екваторі становить 40 000 кілометрів. У підписі також неточно вказано розмір серця сірого кита: «Його серце розміром з вантажівку». Навпаки, серце дорослого сірого кита важить 35 тонн важить 130 кг. Наступна частина роману сильно відрізняється від реальної поведінки сірих китів: «Тим часом кит раптом почав робити гарячкові кола у воді. Обертовий пояс піни довкола краю вихору, створеного масивним тілом. Очевидно, це також було частиною падіння здобичі: тварина чекала, допоки його жертва впаде точно посередині кола. Іноді він так «грає» на поверхні, у відкритому океані. Він штовхає його в повітря, потім затягує свою жертву в глибину штучним виром, де ніхто не може бути його противником». Сірий кит є гольяном і харчується дрібними ракоподібними, який він фільтрує з піску та мулу морського дна. Отже, для сірого кита не можна говорити про «випадіння здобичі», якщо йдеться про людину чи іншу живу істоту подібного розміру. Самки косаток часто підкидають тюленя чи іншу здобич у повітря одним рухом хвоста та ловлять їх, коли вони падають у воду. Однак така поведінка сірих китів невідома.